# Złoty Las
Złoty Las es una localidad del distrito de Świdnica, en el voivodato de Baja Silesia (Polonia). Se encuentra en el suroeste del país, dentro del término del municipal rural de Świdnica, a unos 8 km al sur de la localidad homónima, sede del gobierno municipal y capital del distrito, y a unos 59 al suroeste de Breslavia, la capital del voivodato. Złoty Las perteneció a Alemania hasta 1945.
- Datos: Q8076230
- Multimedia: Złoty Las / Q8076230